# Zygmunt Gilewicz

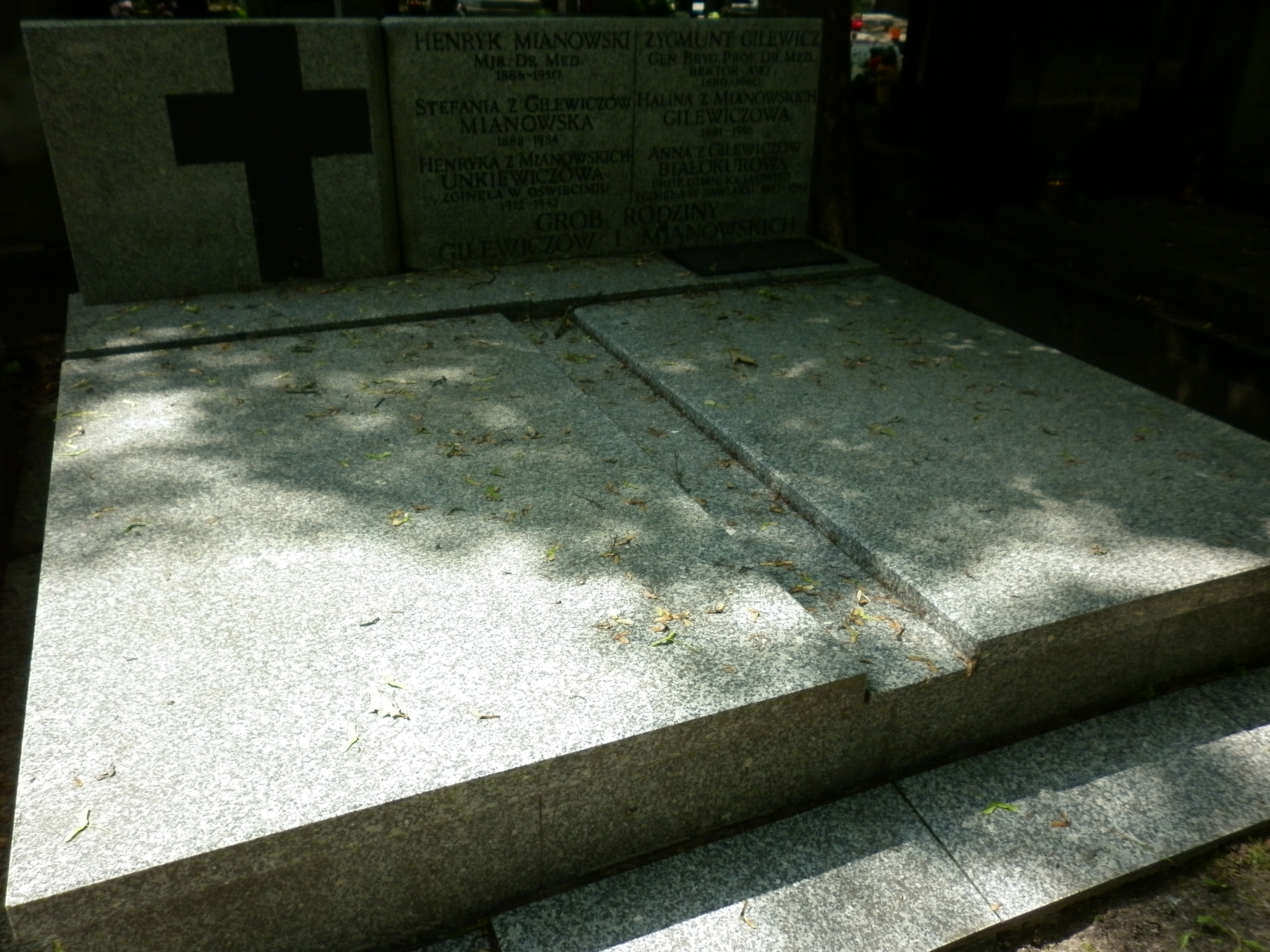
Grób Zygmunta Gilewicza

Zygmunt Gilewicz, ps. „Narkotyk” (ur. 28 kwietnia 1880 w Januszówce, zm. 15 września 1960 w Warszawie) – polski lekarz, doktor nauk medycznych, powstaniec warszawski, profesor nadzwyczajny nauk wychowania fizycznego, generał brygady Wojska Polskiego i rektor AWF w Warszawie (1959–1960).

## Życiorys
Urodził się 28 kwietnia 1880 na Wołyniu. Kształcił się w gimnazjum w Żytomierzu. Syn Mieczysława i Stefanii z Olszańskich. W 1900 ukończył gimnazjum w Żytomierzu. Następnie ukończył studia medyczne na Uniwersytecie Kijowskim. Został asystentem w Klinice Chorób Wewnętrznych i w Katedrze Patologii. W 1912 uzyskał stopień doktora wszech nauk lekarskich. Został oficerem Armii Imperium Rosyjskiego, przydzielony do służby zdrowia. Brał udział w działaniach na froncie niemieckim w I wojnie światowej. Od 1917 do 1918 służył w I Korpusie Polskim w Rosji. U kresu wojny pełnił stanowisko lekarza dywizji w formacjach polskich. Później był szefem sanitarny Zarządu Ziem Wołynia i Podola z ramienia Związku Wojskowych Polaków. Od lipca 1920 służył w Wojsku Polskim. Został awansowany na stopień podpułkownika lekarza ze starszeństwem z dniem 1 czerwca 1919. Pełnił funkcję dowódcy batalionu sanitarnego w Lesku. W mieście praktykował jako lekarz. Wówczas, w 1923 był inicjatorem powołania i pierwszym prezesem Klubu Sportowego „Sanovia” Lesko i pełnił stanowisko prezesa do 1925. W 1923 był dowódcą 8 batalionu sanitarnego w Toruniu. W listopadzie 1925 przeniesiony został ze stanowiska dowódcy 8 batalionu sanitarnego w Toruniu na stanowisko komendanta 8 Szpitala Okręgowego w Toruniu. Został awansowany na stopień pułkownika lekarza ze starszeństwem z dniem 1 stycznia 1928. W 1928 był szefem Szefostwa Sanitarnego Okręgu Korpusu Nr VIII w Toruniu. W 1929 został komendantem Szkoły Podchorążych Sanitarnych w Warszawie. W październiku 1931 wyznaczony został na stanowisko dyrektora Centralnego Instytutu Wychowania Fizycznego w Warszawie. W 1938 został przeniesiony w stan spoczynku. Na emeryturze prowadził praktykę lekarską w Warszawie i działalność społeczno-oświatową.
We wrześniu 1939 ochotniczo zgłosił się do Wojska Polskiego. Był szefem sanitarnym przy Zarządzie Głównym PCK podczas obrony Warszawy. Podczas okupacji działał w AK pod pseudonimem „Narkotyk”, był ordynatorem szpitala PCK w Milanówku, prowadził wykłady na tajnym studium wychowania fizycznego.
Podczas powstania warszawskiego był lekarzem w placówkach szpitalnych na Starówce, później w Śródmieściu. Po wojnie prowadził działalność w dziedzinie wychowania fizycznego. Od 24 lipca 1946 do 25 lutego 1948 był przewodniczącym Państwowej Rady Wychowania Fizycznego i Przysposobienia Obronnego i równocześnie wykładowca, potem kierownikiem Katedry Teorii i Metodyki Wychowania Fizycznego w AWF w Warszawie. 22 lipca 1947 mianowany na stopień generała brygady. Od 31 maja 1948 był profesorem nadzwyczajnym nauk wychowania fizycznego. 16 grudnia 1949 formalnie zakończył służbę wojskową. Później był dziekanem wydziału, prorektorem, a od września 1959 do śmierci rektorem AWF.
Autor kilkudziesięciu prac naukowych, w tym kilku książek. Uznawany za jednego z czołowych twórców polskiej teorii wychowania fizycznego. Orędownik i propagator sportu i wychowania fizycznego.
Jego żoną była Halina z Mianowskich (1881–1956).
Zmarł 15 września 1960 w Warszawie i został pochowany na Cmentarzu Wojskowym na Powązkach (kwatera A22-1-23/24).

## Ordery i odznaczenia
- Krzyż Komandorski Orderu Odrodzenia Polski
- Krzyż Niepodległości (9 października 1933)[13]
- Krzyż Oficerski Orderu Odrodzenia Polski (przed 1932)[14]
- Krzyż Kawalerski Orderu Odrodzenia Polski
- Krzyż Walecznych
- Złoty Krzyż Zasługi z Mieczami
- Złoty Krzyż Zasługi (trzykrotnie: po raz pierwszy 29 kwietnia 1925[15][9], po raz drugi 11 listopada 1937[16][17])
- Medal Dziesięciolecia Odzyskanej Niepodległości
- Medal 10-lecia Polski Ludowej (14 stycznia 1955)[18]
- Order Krzyża Białego III klasy (Estonia, 1934)[19]
- Krzyż Komandorski Orderu Zasługi Wojskowej (Bułgaria, 1936)[20]
- Medal Zwycięstwa (Médaille Interalliée)

## Upamiętnienie
Na budynku polikliniki wojskowej przy ul. Szumana w Toruniu została ustanowiona tablica pamiątkowa poświęcona gen. dr. Zygmuntowi Gilewiczowi.